# Malminkartano
Malminkartano (en suédois : Malmgård) est une section du quartier de Kaarela à Helsinki en Finlande.

## Description
Malminkartano a une superficie de 1,98 km2, sa population s'élève à 8 640 habitants(1.1.2009) et il offre 1 631 emplois (31.12.2005).
Malminkartano est situé dans le coin nord-ouest d'Helsinki. La section est délimitée à l'ouest par la zone industrielle située a l'est de Vihdintie, le Mätäjoki au sud et la frontière de Vantaa au nord. 
Le parc Kaarelanpuisto, qui entoure l'ancien manoir, est situé du côté est.
Le parc immobilier de la section est principalement composé d'immeubles résidentiels et de maisons de ville de faible hauteur.

## Lieux et monuments
- Bibliothèque de Malminkartano
- École d'Apollo
- Malminkartanonhuippu
- Gare de Malminkartano
- Centre médical de Malminkartano
- Chapelle de Malminkartano

## Transports

### Trains
- I Gare centrale d'Helsinki–Tikkurila–Aéroport d'Helsinki-Vantaa–Gare centrale d'Helsinki
- P Gare centrale d'Helsinki–Aéroport d'Helsinki-Vantaa–Tikkurila–Gare centrale d'Helsinki

### Bus
Les lignes de bus de la région d'Helsinki suivantes passent par Malminkartano ::
| Numéro | Trajet                                                                       |
| ------ | ---------------------------------------------------------------------------- |
| 30     | Eira – Pitäjänmäki – Konala – Malminkartano – Myyrmäki                       |
| 36     | Pirkkola – Maununneva – Kannelmäki – Konala                                  |
| 37     | Kamppi – Malminkartano - Honkasuo                                            |
| 59     | Kalasatama – Pasila – Pitäjänmäki – Konala – Malminkartano.                  |
| 560    | Rastila (M) – Vuosaari (M) – Mellunmäki (M) – Kontula (M) – Malmi – Myyrmäki |

### Axes routiers
La rue principale de Malminkartano est Malminkartanontie, qui part de la Vihdintie à Konala en direction de Kaivoksela a Vantaa, qui mène à la Hämeenlinnanväylä.

## Galerie

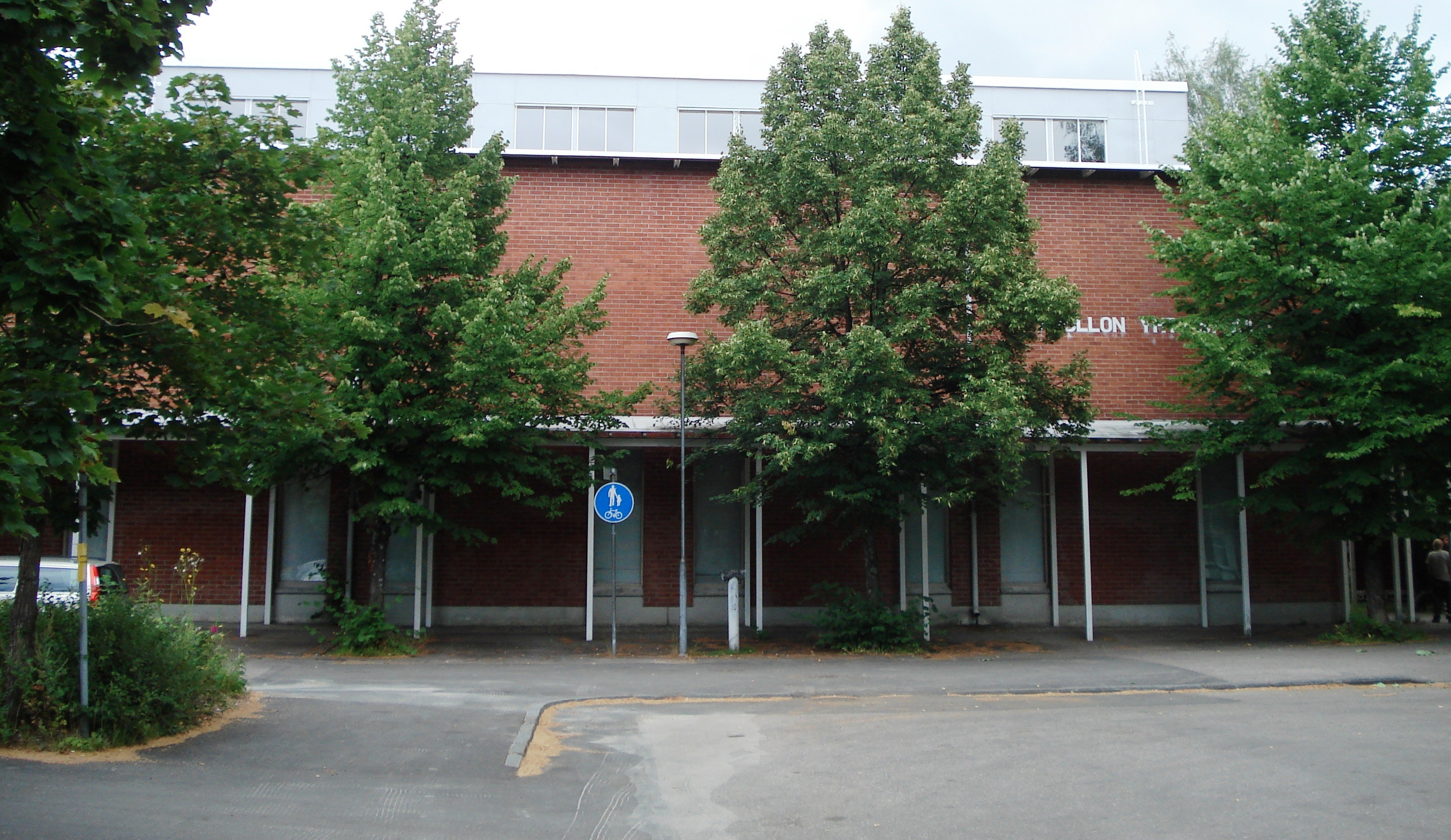
École primaire Appolo.
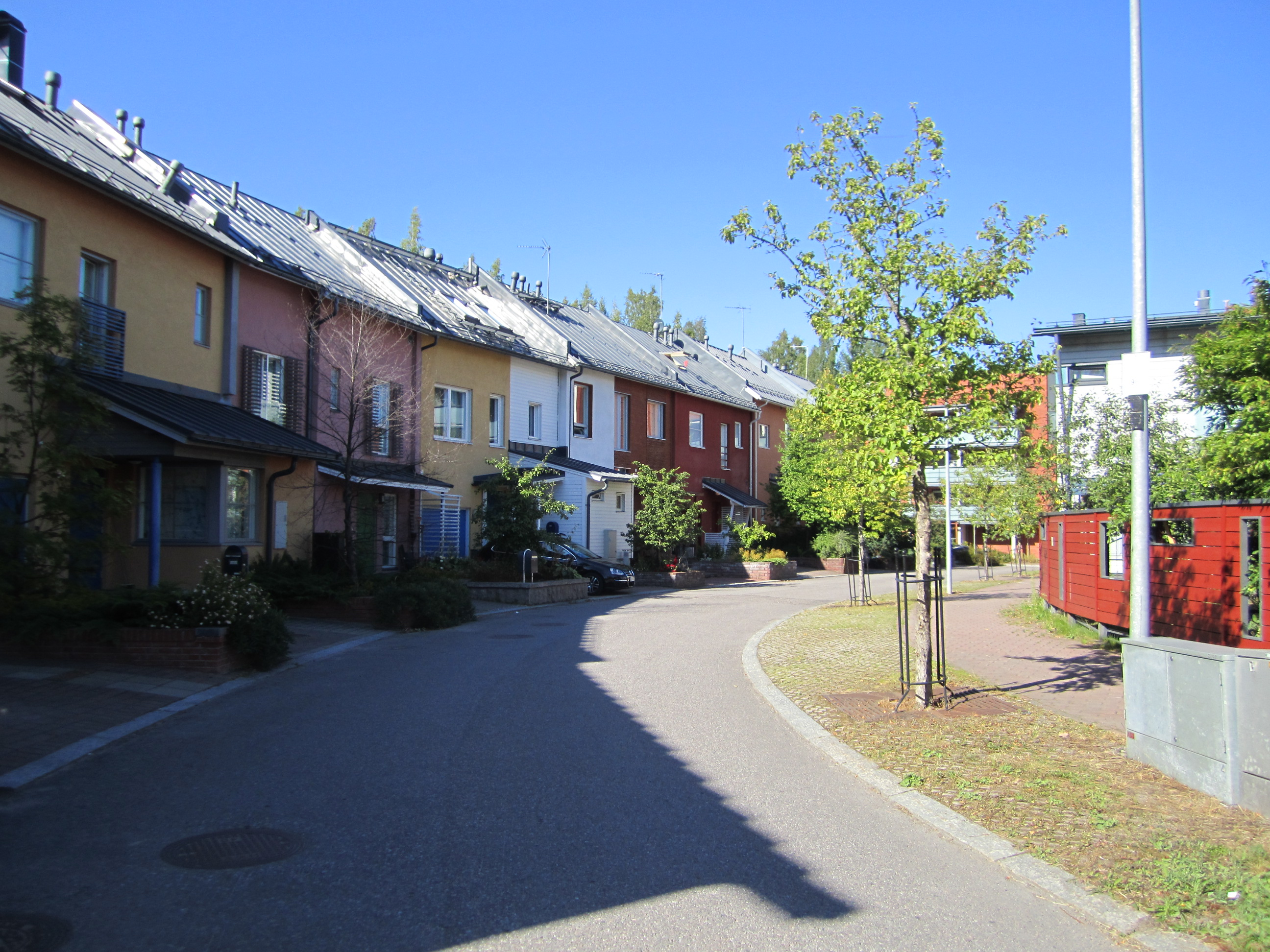
Immeubles résidentiels et maisons de ville.
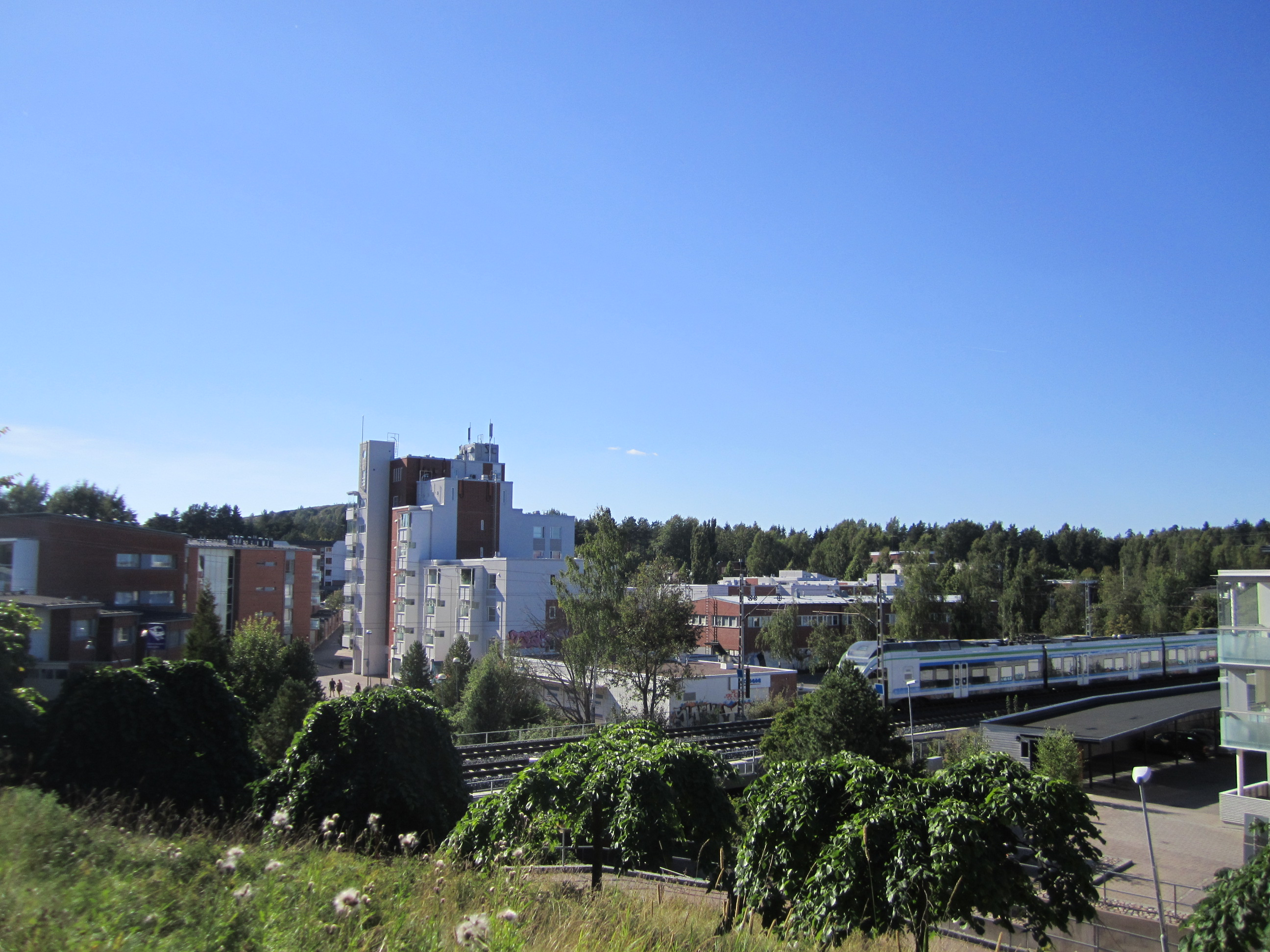
Tuohiaukio et Malminkartanonhuippu,
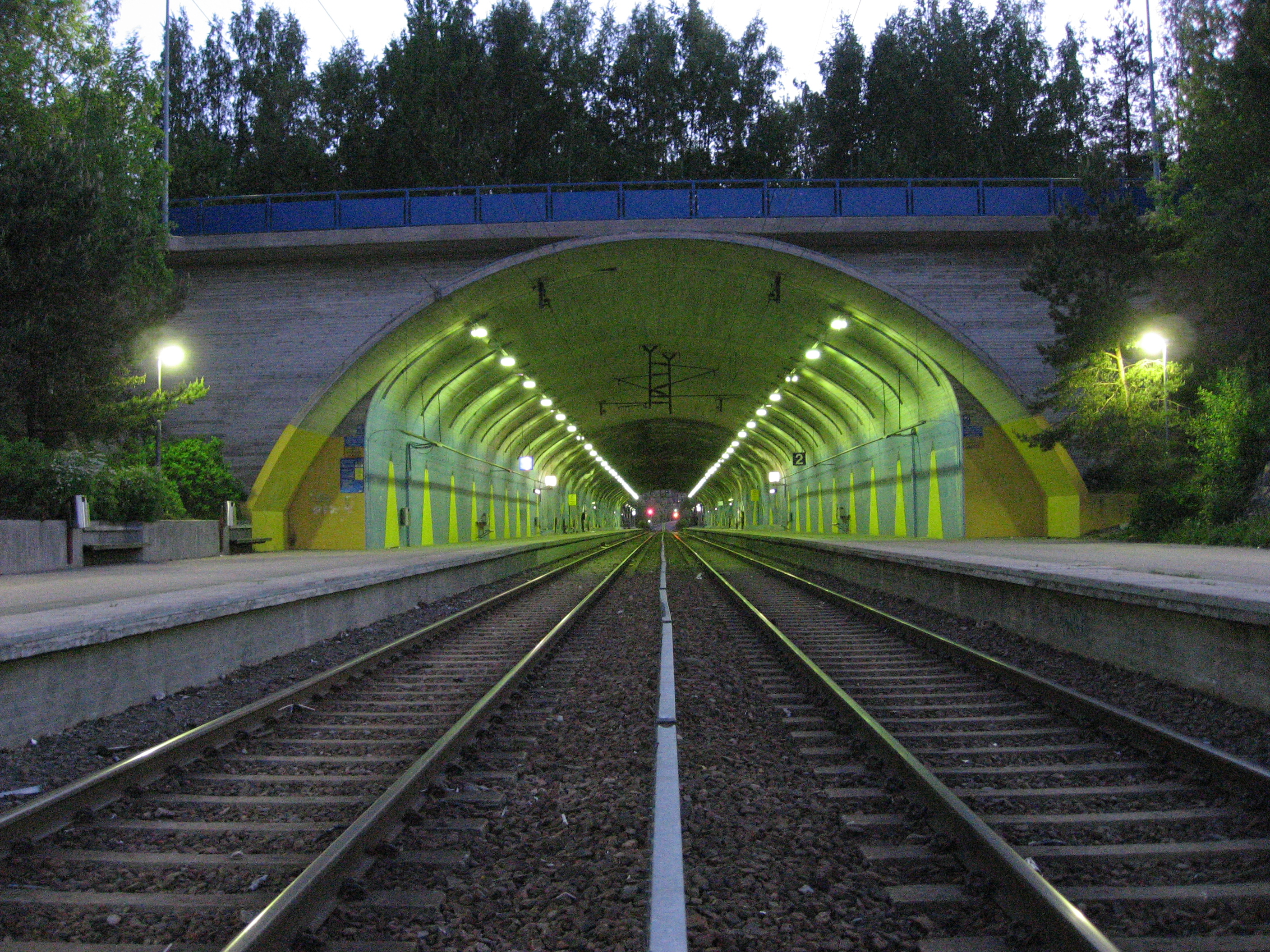
Gare de Malminkartano.